# Валира
Валира (на испански: Río Valira) е най-голямата река в Андора. Тече през столицата Андора ла Веля и напуска пределите на страната близо до граничния пункт между Испания и Андора. Извира от ледниковите езера Circ dels Pessons до едноименния планински проход в Пиренеите и тече от север на юг, вливайки се в река Сегре в каталонската провинция Лерида.